# Due parole
Due parole è l'album d'esordio della cantautrice italiana Carmen Consoli, pubblicato il 20 febbraio 1996, che vende oltre 15 000 copie in Italia.

## Descrizione
Il disco è stato registrato e mixato da Allan Goldberg presso lo studio mobile The Music Terminal e prodotto dallo stesso Goldberg e da Francesco Virlinzi, titolare dell'etichetta discografica Cyclope Records, che Carmen aveva conosciuto durante uno dei suoi concerti con il suo precedente gruppo, i Moon Dog's Party.
Nel disco è contenuto anche il brano Quello che sento, proposto dall'artista alla sua prima partecipazione al Festival di Sanremo nella categoria "Giovani" nel 1996.
La canzone Amore di plastica è stata scritta da Carmen in collaborazione con Mario Venuti, che collabora anche con la sua voce nel brano La semplicità. Di questo brano è stato anche realizzato un videoclip, diretto da Luca Lucini.
Dopo la pubblicazione del disco, Carmen nel 1996 ha partecipato ad importanti manifestazioni musicali in Italia, come il concerto del Primo Maggio a Roma, il Max Generation, il Premio Tenco, il Sonoria e il Premio Recanati.

## Tracce
Tutte le canzoni sono state scritte da Carmen Consoli, eccetto dove indicato
1. Amore di plastica – 4:04 (Carmen Consoli, Mario Venuti)
2. Questa notte una lucciola illumina la mia finestra – 2:50
3. Sulla mia pelle – 3:00
4. Posso essere felice – 3:14
5. Lingua a sonagli – 2:43
6. Non ti ho mai chiesto – 4:03 (Carmen Consoli, Francesco Virlinzi, Rinaldi)
7. Vorrei dire – 3:29
8. La stonato – 3:14
9. Nell'apparenza – 3:47
10. La semplicità (feat. Mario Venuti) – 3:14
11. Quello che sento – 3:41
12. Fino a quando – 4:14 (Carmen Consoli, Rinaldi)

## Formazione
- Carmen Consoli - voce, chitarra acustica
- Massimo Roccaforte - chitarra, mandolino
- Salvo Cantone - basso, tastiere
- Enzo Di Vita - batteria

Altri musicisti
- Mario Venuti - voce in La semplicità
- Margherita Graczyk - archi